# AH–2 Rooivalk
A Denel AH–2 Rooivalk (korábban Atlas CHS-2) egy korszerű alacsonytámadó harci helikopter, amelyet a dél-afrikai Denel Aerospace Systems vállalat fejlesztett és gyártott. A Rooivalk elnevezés az afrikaans nyelvből származik, jelentése „vörösvércse”.
A Rooivalk feladatköréből adódóan támogathatja a saját mozgó páncélosegységeket, behatolhat az ellenséges terület fölé, illetve végrehajthat felderítő és kísérő feladatokat is.  Az összesen 12 darab harci helikopterből az első 1999-ben állt szolgálatba, jelenleg a dél-afrikai légierő Bloemfontein mellett települő 16. százada alkalmazza.

## A fejlesztés története, rendszerbe állítás
A dél-afrikai határháború az 1980-as években rámutatott arra, hogy a dél-afrikai légierőnek szüksége lenne egy korszerű támadó és támogató helikopterre. Mivel ekkoriban az ország apartheid politikája miatt bevezetett katonai embargó következtében nem jöhetett számításba külföldi harci helikopter beszerzése, a dél-afrikai vezetés a saját fejlesztés mellett döntött. A fejlesztéssel az Atlas Aircraft Corporation-t (Atlas Repülőgép Társaság - a Denel jogelődje) bízták meg. A cég komoly akadályba ütközött, mivel hazai fejlesztés hiányában csak a már korábban beszerzett nyugati helikopterekre támaszkodhatott. A programot több fázisra osztották, amelynek első lépéseként egy francia Alouette III típusú helikoptert alakítottak át: az eredeti hajtómű és erőátviteli rendszer megtartása mellett tandem elrendezésű pilótafülkét, új futóművet építettek be, valamint az orra alá egy 20 mm-es gépágyú került. Az XH–1 jelölést kapott helikopter 1985. február 3-án repült először, majd a sikeres tesztek után a fejlesztők továbbléptek.
A következő kísérleti helikopterbe (XH–2) már a szintén francia Puma (valamint az ebből kifejlesztett, helyben gyártott Oryx) és Super Puma helikopterek meghajtórendszerét építették az XH–1-nél alkalmazott elrendezéssel (a nap által okozott visszatükröződések elkerülése érdekében a kabinablakokat egyszerű, hajlított plexilemezekből készítették). Ez a gép lett a Rooivalk prototípusa.
A dél-afrikai légierő által megrendelt 12 darab Rooivalk közül az első 1999-ben, míg az utolsó 2007-ben állt szolgálatba. 2007-ben a védelmi minisztérium 137 millió dollárt különített el annak érdekében, hogy minden helikopter rendelkezzen az összes szükséges képességgel, mivel minél előbb szeretnék őket bevetni békefenntartó küldetésekben.

## Szerkezet

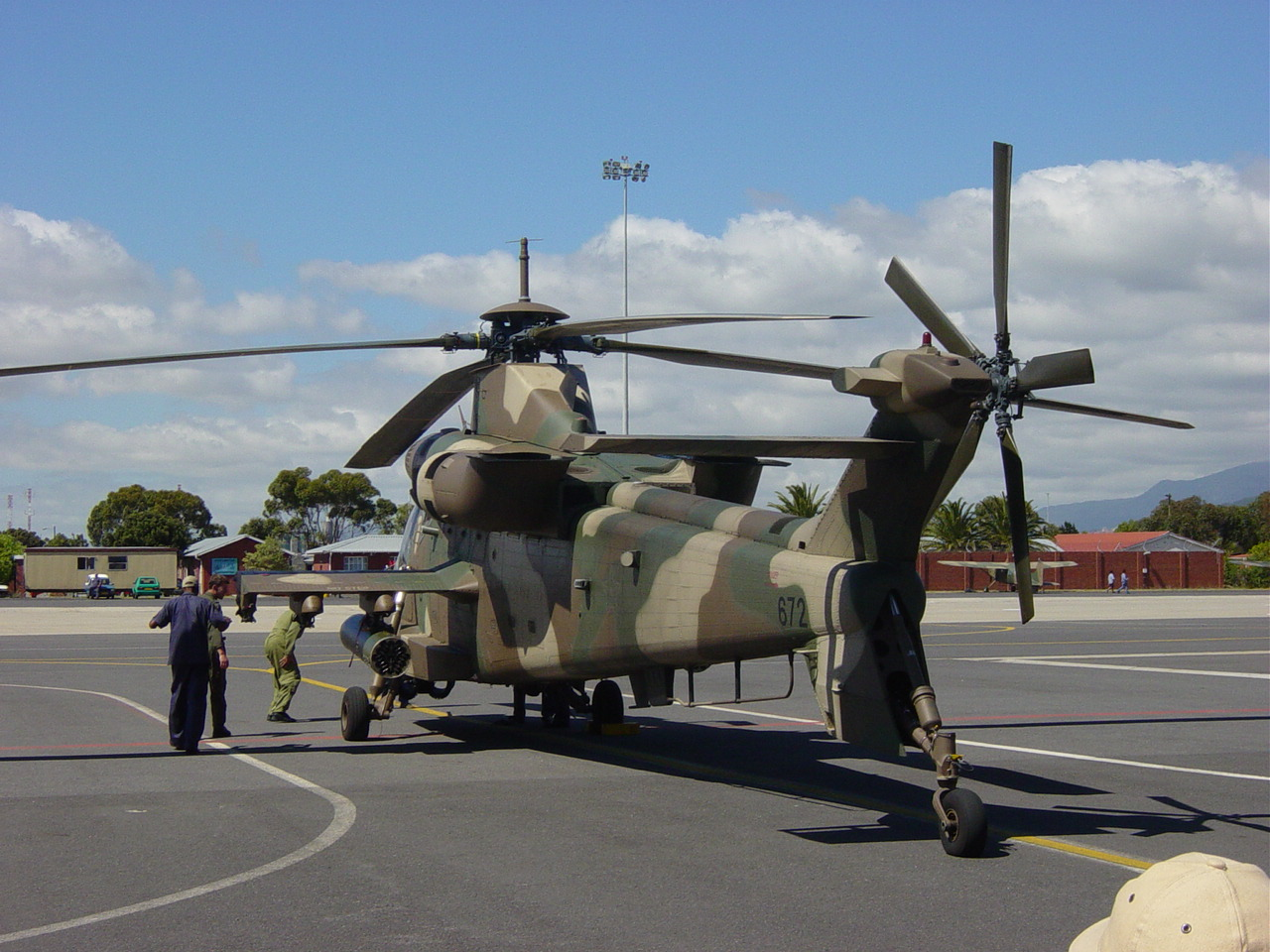
Rooivalk egy Fokváros melletti légibázison.

A Rooivalkot a klasszikus harci helikopter-konfiguráció jellemzi, vagyis a kétszemélyes pilótafülke a tandem-elrendezést követi. Az elülső ülésben a WSO (Weapon Systems Officer - a fegyverrendszereket kezelő tiszt), míg mögötte, a jó kilátás érdekében kiemelt helyen a pilóta ül (mindketten energiaelnyelő ülést kaptak). A kabin, a sárkányszerkezet lényeges elemei és a fedélzeti rendszerek létfontosságú elemei golyóállóak, valamint páncéllemezekkel védettek.
A gép négyágú főrotort és ötágú farokrotort kapott, utóbbi a farok jobb oldalára került, a másik oldalra pedig a bólintást segítő vízszintes vezérsíkot kapott.
A hárompontos futómű farokkerekes elrendezésű, a futószárakat fixen rögzítették, így növelve a törzs sérülésállóságát egy kényszerleszállás esetén.

## Hajtómű
A Rooivalk meghajtását két darab, a francia Turbomeca által szállított Makila 1K2 erőforrás biztosítja. Az eredetileg szállítóhelikopterek számára kifejlesztett gázturbina három axiál és egy centrifugálkompresszorát két turbinalapát-sor hajtja meg. A hajtóművek kiömlőnyílásait hűtőlamellák takarják, ezzel csökkentve a hőképet, növelve a helikopter túlélőképességét.

## Elektronika
A pilóták munkájának megkönnyítésének érdekében a kabint ellátták a harci repülőgépekből ismert HOTAS helikopterekre specializált változatával, a  HOCAS-szal (Hands On the Collective And Stick – kezek a kollektív- és a gázkaron), valamint szemmagasságú kijelzővel és éjjellátó készülékkel, így képesek harci tevékenységre és a földközeli repülésre minden időjárási körülmény között (és napszaktól függetlenül).
A Rooivalk fejlett navigációs és kommunikációs rendszereket kapott, melyek között megtalálhatóak a francia Thales Avionics nyolccsatornás GPS-e, egy digitális beszédtitkosítóval ellátott VHF/UHF rádió valamint színes, többfunkciós képernyők.
A pilóta és a fegyverkezelő tiszt a szintén a Thales által gyártott TopOwl célmegjelölővel ellátott sisakkijelzőt visel, mellyel a WSO képes a levegő-levegő és levegő-föld rakéták, valamint a gépágyú céljának kijelölésére. Az orrban lévő keresztstabilizált toronyban van az önműködő célkereső- és követőrendszer.
A helikopter védelmét erősíti az impulzus-Doppler radar és a FLIR (Forward Looking InfRared – előre néző infravörös) szenzor, utóbbi készülék lézeres távolságmérőt, célmegjelölőt és TV-kamerát is tartalmaz.

## Fegyverzet
A Rooivalk többféle fegyverrendszerrel van felszerelve, amelyek között megtalálhatóak a levegő-levegő rakéták (a dél-afrikai Darter vagy a francia Mistral), a levegő-föld rakéták (a dél-afrikai Mokopa, az európai HOT, illetve az amerikai AGM–114 Hellfire), valamint 70 mm-es nem irányított rakéták is.
Beépített fegyverként egy egycsövű, 20 mm-es F2 gépágyú áll rendelkezésre, amely 90 fokot képes fordulni másodpercenként (a gépágyúhoz összesen 700 darab lőszer szállítható).

## Üzemeltető
- Dél-afrikai Köztársaság: 12 darab (jelenleg 11 darab van szolgálatban)

## Műszaki adatok

### Geometriai méretek és tömegadatok
- Hossz: 18,73 m
- Rotorátmérő: 15,58 m
- Forgásterület: 190,60 m²
- Magasság: 5,19 m
- Üres tömeg: 5730 kg
- Normál felszálló tömeg: 7500 kg
- Maximális felszálló tömeg: 8750 kg

### Hajtóművek
- Hajtóművek száma: 2 darab
- Típusa: Turbomeca Makila 1K2 gázturbina
- Teljesítmény: 1420 kW (1904 LE)

### Repülési jellemzők
- Maximális sebesség: 309 km/h
- Utazósebesség: 278 km/h
- Maximális hatótávolság: 740 km
- Szolgálati csúcsmagasság: 6100 m
- Emelkedési sebesség: 13,3 m/s

### Fegyverzet
- 1 darab 20 mm-es F2 gépágyú 700 darabos lőszerjavadalmazással
- 8 vagy 16 darab Mokopa ZT–6 nagy hatótávolságú páncéltörő rakéta
- 4 darab MBDA Mistral levegő-levegő rakéta
- 38 vagy 76 darab 70 mm-es nem irányított rakéta

## Fordítás
- Ez a szócikk részben vagy egészben  a   Denel AH-2 Rooivalk című angol Wikipédia-szócikk fordításán alapul.  Az eredeti cikk szerkesztőit annak laptörténete sorolja fel. Ez a jelzés csupán a megfogalmazás eredetét és a szerzői jogokat jelzi, nem szolgál a cikkben szereplő információk forrásmegjelöléseként.